# Château de Noyant-d'Allier
Le château de Noyant-d'Allier est situé sur la commune de Noyant-d'Allier, dans le département français de l'Allier, en France.

## Description
Donjon de pierre du XIVe avec mâchicoulis et chemin de ronde, ceint d'une muraille comportant des tours de défense, avec communs et parc (XVIIIe-XIXe), aménagé au XIXe en vue de le rendre habitable.

## Historique
Bâti dans la seconde moitié du XIVe siècle, le donjon de Noyant a été installé pour surplomber la vallée de la Queune et la voie très fréquentée qui reliait Le Montet (aux Moines) et Souvigny. Simple tour de guet couronnée de mâchicoulis, entourée d'une enceinte, l'ensemble relève directement des ducs de Bourbon qui l'ont sans doute fait construire, comme l'atteste Nicolas de Nicolay dans sa Description générale du Bourbonnais en 1569.
Profondément remanié aux XVIIIe et XIXe, afin de le rendre habitable, le donjon initialement aveugle a été percé de fenêtres à meneaux, et des bâtiments supplémentaires lui ont été accolés. La toiture à quatre pans a été rehaussée afin de découvrir le chemin de ronde. La pierre de grès locale lui donne une couleur beige-dorée, les ajouts à la brique se faisant assez discrets. Les cinq niveaux ont été aménagés dès le début du XIXe et gardent l'empreinte de l'architecture intérieure de cette époque : boiseries, pièces de réception, plafonds moulurés, etc.
Le parc a été dessiné par Joseph Treyve et planté entre 1850 et 1860, orné de spécimens au goût du Second Empire : clump de chênes, frêne pleureur, sequoia wellingtonia, plates-bandes à la française, allées de rosiers.
L'édifice est inscrit au titre des monuments historiques en 2007 au titre du donjon principal, l'enceinte muraillée avec ses tours, les communs et le parc.